# 정기성
정기성(1972년 10월 24일 ~ )은 대한민국의 배우이다. 1997년에 MBC 26기 공채 탤런트로 선발되었다.

## 학력
- 서울예술대학교 영화과 중퇴

## 출연작

### 영화
- 《코코아》 (2006년)
- 《실미도》 (2003년) - 원희 담당 기간병 동진 역
- 《공공의 적》 (2002년) - 정 순경 역
- 《대결》 (2016년) - 현피브로커 역

### 드라마
- 《내 딸 서영이》 (2012년, KBS2) - 미경 선배 역
- 《계백》 (2011년, MBC) - 연태견 역
- 《싸인》 (2011년, SBS) - 안칠현 검사 역
- 《자이언트》 (2010년, SBS) - 검사 역
- 《동이》 (2011년, MBC) - 김환제자 역
- 《애자 언니 민자》 (2008년, SBS) - 창우 역
- 《도시괴담 데자뷰 시즌3》 (2008년, Super Action) - 정우식 역
- 《왕과 나》 (2007년, SBS) - 지거비 역
- 《기적》 (2006년, MBC) - 장진영 역
- 《여우야 뭐하니》 (2006년, MBC)
- 《시리즈 다세포 소녀》 (2006년, Super Action)
- 《사랑과 야망》 (2006년, SBS)
- 《영웅시대》 (2004년, MBC) - 야학선생님 역
- 《대장금》 (2003년, MBC) - 연산군 역
- 《앞집 여자》 (2003년, MBC) - 유승서 역
- 《어사 박문수》 (2002년, MBC) - 원성군 역
- 《현정아 사랑해》 (2002년, MBC) - 윤비서 역
- 《상도》 (2001년, MBC) - 김삿갓 역
- 《당신 때문에》 (2000년, MBC) - 병국 역
- 《나쁜 친구들》 (2000년, MBC)
- 《허준》 (1999년, MBC)
- 《햇빛속으로》(1999, MBC)
- 《국희》 (1999년, MBC)
- 《보고 또 보고》 (1998년, MBC) - 레지던트 2 역

## 수상
- 1997년 MBC 신인탤런트 선발대회 남자대상
- 1997년 MBC 신인탤런트 선발대회 성원한마음상